# Radinoderus supernumerarius
Radinoderus supernumerarius är en tvåvingeart som beskrevs av Alexander 1953. Radinoderus supernumerarius ingår i släktet Radinoderus och familjen Tanyderidae. Inga underarter finns listade i Catalogue of Life.